# HD228234
HD228234 — хімічно пекулярна зоря спектрального класу
A0 й має видиму зоряну величину в смузі V приблизно 10,8.